# کریستوبال مارکز
کریستوبال مارکز (انگلیسی: Cristóbal Márquez؛ زادهٔ ۲۱ آوریل ۱۹۸۴) بازیکن فوتبال اهل اسپانیا است.
از باشگاه‌هایی که در آن بازی کرده‌است می‌توان به باشگاه فوتبال الچه، باشگاه فوتبال ویارئال، باشگاه فوتبال اوکلند سیتی، و باشگاه فوتبال کارپاتی لویو اشاره کرد.